# Embelia demissa
Embelia demissa là một loài thực vật có hoa trong họ Anh thảo. Loài này được Cordem. mô tả khoa học đầu tiên năm 1895.